# Ouenza (rappeur)
Pour les articles homonymes, voir Ouenza (homonymie).
Ouenza de son vrai nom Abdelaziz Ouenza est un rappeur et acteur marocain.

## Biographie
Il s'établit en France en 2012 et mène alors une vie professionnelle dans l’informatique, fait du graphisme pour Booba et Vegedream et en parallèle, il travaille à la production de ses propres titres et clips.
Il se fait connaître en lançant en 2018 un défi nommé #OKwait challenge,.

## Discographie
- 2018: Ouenza X3
- 2018: Tcha Ra de Shayfeen avec Madd, ElGrandeToto et West[4].
- 2018: Me Vuelves Loco
- 2018: Waves
- 2019: 2018
- 2019: He's back
- 2019: Valentino
- 2019: Hey Ouedi
- 2019: Cake
- 2019: Babe
- 2020: 2019
- 2020: They don't know
- 2020: Malcom X[3]
- 2020: Papi
- 2020: Mraya
- 2020: Mario
- 2021: OK Wait
- 2021: Hell-O
- 2021: Crash feat. Dollypran
- 2021: Whiskey Lullaby feat. D33Psoul
- 2021: A7lam
- 2022: Li Fate